# 机械迷城
《机械迷城》是一款点击式冒险游戏，由Amanita Design制作並发布于2009年10月16日。Microsoft Windows、Mac OS X和Linux平台皆可。其中PC和Mac的试玩版发布于2009年9月30日。

## 游戏内容

机械迷城截图，显示了手绘风格的背景和气泡式信息提示

《机械迷城》采用第三人称视角，玩家通过点击场景中的物体或NPC获取信息，实现动作。但只有处于主角附近的物体才能被点击。
《机械迷城》的游戏任务是解决一系列谜题，谜题之间相互关联。主角是一个机器人，由一辆飞船送到一片杂物堆，第一个场景是教学关，随后进入机械之城。在游戏过程中，通过气泡提示方式逐渐介绍了主角曾经的女友被几个邪恶机器人抓走的情况。这几个邪恶机器人制造炸弹企图炸毁城市。主角在穿过层层障碍后解除了炸弹并将邪恶机器人送入下水道，解救了女友。
值得一提，《机械迷城》游戏过程没有任何文字提示，所有信息的传递包括解密信息和故事描述都采用图像方式。

## 开发
机械迷城的开发持续了三年，七位捷克程序员用自己的积蓄开发了游戏，營銷預算约1000美元。

## 反应
《机械迷城》广受好评，在评论员集中的网站Game Rankings和Metacritic，游戏平均得分为84.32%和85%。
游戏赢得了第12届独立游戏节最佳视觉奖。
游戏网站Kotaku将它与《火炬之光》并列授予“2009年最佳PC游戏”亚军，仅次于《帝国：全面战争》。